# 法論
法論（ほうろん）とは、仏教において、教義の異なる宗派の間で宗義の優劣や真偽をめぐって行われる論争。宗論や問答ともいう。

## 歴史上有名な法論
- 三一権実諍論
- 応和宗論
- 安土宗論
- 小樽問答
- 承応の鬩牆
- 三業惑乱
- 明和の法論
- サムイェー寺の宗論

## 諺
「法論はいずれが負けても釈迦の恥」という諺がある。これを用いた落語（宗論）や狂言がある。